# NGC 4508
NGC 4508 is een hemelobject van twee sterren in het sterrenbeeld Maagd. Het hemelobject werd op 19 april 1830 ontdekt door de Britse astronoom John Herschel.